# الجرجور (النادرة)

تعديل مصدري - تعديل

الجرجور محلة تابعة لقرية مارش، التابعة لعزلة حدة بمديرية النادرة إحدى مديريات محافظة إب في الجمهورية اليمنية، بلغ تعداد سكانها 148 حسب تعداد اليمن لعام 2004.